# Hot Buttered Soul
Hot Buttered Soul is het tweede studioalbum van Isaac Hayes. Het in 1969 uitgebrachte muziekalbum werd een mijlpaal in de geschiedenis van de soulmuziek.
Het album wijkt radicaal af van het standaard drie-minutennummerconcept en bestaat enkel uit vier nummers; twee covers van popnummers en twee originele nummers, in lengte variërend van 5 tot 18 minuten.
Het album opent met een cover van de Burt Bacharach en Hal David klassieker Walk on By. Het tweede nummer is Hyperbolicsyllabicsesquedalymistic, een uptempo funknummer met gitaren die een "wah-wah-effect" produceren en de nodige pianoakkoorden. One Woman is het kortste nummer van het album met een duur van vijf minuten'; het nummer handelt over ontrouw. By the Time I Get to Phoenix opent met een acht minuten durende gesproken intro waarna deze cover van het countrynummer van Jimmy Webb langzaam opbouwt naar een climax met hoorns, strijkers, orgels en vocalen.

## Nummerlijst
1. "Walk on By" (Burt Bacharach, Hal David) – 12:03
2. "Hyperbolicsyllabicsesquedalymistic" (Isaac Hayes, Alvertis Isbell) – 9:38
3. "One Woman" (Chalmers, Rhodes) – 5:10
4. "By the Time I Get to Phoenix" (Jimmy Webb) – 18:42